# Brocēni
Brocēni (en alemany: Berghof) és un poble de Letònia situada al municipi de Brocēni. Es troba a la regió històrica de Curlàndia i a 3,5 km de la ciutat de Saldus.
La ciutat és a prop del llac Ciecere, el qual conté un important dipòsit de calcària utilitzada a la manufactura del ciment. Durant la Segona Guerra Mundial es va construir una fàbrica de ciment i pissarra a la població.